# Estrellas Poker Tour
L'Estrellas Poker Tour (ESPT) est une série de tournois de poker organisée en Espagne.
L'ESPT est sponsorisé par PokerStars.
Le 24 août 2016, PokerStars annonce qu'à compter de début 2017, toutes ses séries de tournois seront fusionnées dans le PokerStars Championship et le PokerStars Festival,.

## Vainqueurs du Main Event

### Saison 1
| Étape    | Dates                   | Joueurs | Vainqueur     | Prix     |
| -------- | ----------------------- | ------- | ------------- | -------- |
| Malaga   | Du 8 au 11 avril 2010   | 261     | Vedast Sanxis | 60 970 € |
| Alicante | Du 27 au 30 mai 2010    | 305     | José Martínez | 70 148 € |
| Madrid   | Du 8 au 12 juillet 2010 | 291     | Marc Colomé   | 67 519 € |

### Saison 2
| Étape           | Dates                      | Joueurs | Vainqueur                 | Prix      |
| --------------- | -------------------------- | ------- | ------------------------- | --------- |
| Madrid          | Du 3 au 6 février 2011     | 498     | Ricardo Escobar           | 103 503 € |
| Malaga          | Du 31 mars au 3 avril 2011 | 375     | Antonio Dieguez Rodríguez | 81 500 €  |
| Alicante        | Du 26 au 29 mai 2011       | 347     | Alejandro Barcelo         | 75 800 €  |
| Saint-Sébastien | Du 4 au 7 août 2011        | 290     | Fabian Deimann            | 64 600 €  |
| Ibiza           | Du 21 au 25 septembre 2011 | 426     | Grzegorz Gosk             | 92 100 €  |

### Saison 3
| Étape           | Dates                    | Joueurs | Vainqueur                 | Prix      |
| --------------- | ------------------------ | ------- | ------------------------- | --------- |
| Madrid          | Du 25 au 29 janvier 2012 | 482     | Juan Pérez                | 70 619 €  |
| Valence         | 28 mars 2012             | 387     | Miguel Bermudez           | 76 000 €  |
| Ibiza           | Du 16 au 20 mai 2012     | 269     | Pablo Martínez Del Marmol | 40 800 €  |
| Saint-Sébastien | Du 26 au 29 juillet 2012 | 269     | Borja Urteaga             | 65 800 €  |
| Barcelone       | 15 août 2012             | 1 036   | Lorenzo Sabato            | 200 000 € |

### Saison 4
| Étape     | Dates                            | Joueurs | Vainqueur       | Prix      |
| --------- | -------------------------------- | ------- | --------------- | --------- |
| Madrid    | Du 23 au 27 janvier 2013         | 632     | Adrián Mateos   | 103 053 € |
| Valence   | Du 3 au 7 avril 2013             | 483     | Daniel Boender  | 104 550 € |
| Marbella  | Du 12 au 16 juin 2013            | 763     | Ludovic Geilich | 130 000 € |
| Barcelone | Du 28 août au 1er septembre 2013 | 1 798   | Soenke Jahn     | 169 136 € |

### Saison 5
| Étape     | Dates                  | Joueurs | Vainqueur        | Prix      |
| --------- | ---------------------- | ------- | ---------------- | --------- |
| Madrid    | Du 5 au 9 février 2014 | 721     | Víctor Alvárez   | 97 363 €  |
| Valence   | Du 2 au 6 avril 2014   | 414     | Fabio Sperling   | 77 000 €  |
| Marbella  | Du 11 au 15 juin 2014  | 720     | Rodrigo Espinosa | 136 000 € |
| Barcelone | Du 16 au 21 août 2014  | 2 560   | Matias Ruzzi     | 198 550 € |

### Saison 6
| Étape     | Dates                 | Joueurs | Vainqueur          | Prix       |
| --------- | --------------------- | ------- | ------------------ | ---------- |
| Madrid    | Du 11 au 15 mars 2015 | 579     | Nicki Vestergaard  | 106 400 €  |
| Marbella  | Du 17 au 21 juin 2015 | 841     | Isidoro Barrena    | 150 800 €  |
| Barcelone | Du 19 au 24 août 2015 | 3 292   | Mario Javier López | 408 000 €, |

### Saison 7
| Étape     | Dates                 | Joueurs | Vainqueur                | Prix      |
| --------- | --------------------- | ------- | ------------------------ | --------- |
| Madrid    | Du 9 au 13 mars 2016  | 491     | Pablo Gordillo Caballero | 69 746 €  |
| Marbella  | Du 15 au 19 juin 2016 | 844     | Jonathan Schuman         | 96 159 €  |
| Barcelone | Du 17 au 22 août 2016 | 3 447   | Mohamed Samri            | 353 220 € |

## Vainqueurs par pays
| Pays       | Vainqueurs |
| ---------- | ---------- |
| Allemagne  | 4          |
| Angleterre | 1          |
| Argentine  | 2          |
| Danemark   | 1          |
| Espagne    | 15         |
| France     | 1          |
| Italie     | 1          |
| Pays-Bas   | 1          |
| Pologne    | 1          |